# Carrusel de las Américas
Carrusel de las Américas (em português: Carrossel das Américas) é uma telenovela mexicana produzida pela Televisa e exibida pelo Canal de las Estrellas entre 25 de maio e 6 de novembro de 1992, substituindo El abuelo y yo e sendo substituída por Ángeles sin paraíso. 
Anunciada como continuação de sua novela antecessora Carrossel de 1989 acabou tornando-se um remake da mesma. Foi produzida em celebração dos 500 anos de descobrimento da América e foi transmitida por toda América Latina via satélite.
Protagonizada por Gabriela Rivero, interpretando a professora Helena, mesmo papel da novela anterior.

## Enredo
A professora Helena tem novos alunos e novos desafios, e ensina os valores a boa conduta a seus alunos.
A Senhora Marcelina Rochild é a nova mantenedora da escola e avó de Julinho, que estuda na sala da Professora Helena. Na mesma sala estão Martin, que nutre amizade por Ana Lucrécia, o despreza por ser negro; Flor Alegria, uma menina brincalhona; Henrique, um gordinho comilão; Carola, uma sonhadora romântica; Jacob, menino de origem judaica; além do rebelde Felipe e seu amigo Murikame; e Luís, garoto tímido e amigo de todos.
A escola é agora dirigida pela Srta. Martírio, uma mulher rígida e muito brava com as crianças; e zelada pelo porteiro Pedro e sua esposa Rosa.
Na segunda parte da novela, se planejou que as crianças espectadoras aprendessem algo de história e geografia, devido ao tema principal das liçoes é o 500° aniversario do descobrimento da América, pelo qual a novela se tornou em uma história didatica para todas as crianças
A sala de aula aonde eram feitas as liçoes era idêntica a da novela de 1989, mas sofreu uma mudança radical: no lugar da lousa de madeira havia uma lousa eletronica (sobre a qual podia se escrever com um marcador especial), enquanto cada aluno tinha no seu lugar um computador, com o qual podia "interagir" durante o desenvolvimento da mesma.

## Elenco
- Gabriela Rivero - Professora Helena
- Irán Eory - Dona Marcelina Rochild
- Renata Flores - Srta. Martírio Solís
- Ricardo Blume - Pedro Amã
- Saby Kamalich - Rosa
- Raquel Pankowsky - Professora Matilde
- Janet Ruiz - Professora Susana
- Alma Delfina - Professora Lupita
- Jacqueline Moguel - Carmen
- Marisol Santacruz - Alexandra
- Alejandro Aragón - Frederico
- Rafael de Villar - Fernando Ricco
- Edgardo Gascón - Felix
- Elvira Monsell - Bernarda
- René Muñoz - Alvaro
- Armando Palomo - José
- Mariana Garza - Consuelo
- Daniel Edid Bracamontes - Jacob
- Alejandra Ley - Carola Rueda
- Rafael Bazán - Felipe Travesso
- Marisol Certeno - Nena Martins
- Juan Cid - Enrique Fideo
- Kalimba Marichal - Martim Parra
- Toshi Hazama - Murakame Mishima
- Luis Guilhermo Martell - Julinho Rochild
- Janet Pineda - Dulce Castillo
- Romina Pietro - Flor Alegria
- Francis Recina - Ernestina Travesso
- Giuliana Rivera - Ana Lucrécia de las Casas y Palacios
- Erik Sanchez - Jesus Perez
- Fernando Lavín - Reynaldo Ricco
- Tamara Shanath - Alicia Guzmán

## Exibição no Brasil
Foi exibida pelo SBT entre 26 de fevereiro a 28 de junho de 1996, em 85 capítulos, ao meio-dia, substituindo Carrossel e sendo substituída por Chispita.

## Versões
- Carrusel de las Américas é uma espécie de continuação da telenovela Carrusel produzida pela Televisa em 1989 por Valentín Pimstein e protagonizada por Gabriela Rivero e Augusto Benedico.
- Seu remake é a telenovela ¡Vivan los niños! produzida por Televisa em 2002 por Nicandro Díaz protagonizada por Andrea Legarreta e Eduardo Capetillo.
- Em 2012, o SBT produziu uma versão brasileira da trama, protagonizada por Rosanne Mulholland.

## Prêmios e indicações

### Prêmio TVyNovelas 1993
| Categoria               | Nomeado                | Resultado |
| ----------------------- | ---------------------- | --------- |
| Melhor atuação infantil | Luis Guillermo Martell | Nomeado   |